# Chomedey
Pour les articles homonymes, voir Chomedey (homonymie).
Chomedey (prononciation : /ʃɔmede/) est un quartier de la ville de Laval, au Québec. Il est délimité au nord-ouest par Fabreville, au nord par Sainte-Rose et Vimont, au nord-est par Pont-Viau et Laval-des-Rapides, au sud-est par la rivière des Prairies et au sud-ouest par Sainte-Dorothée.
Il s'agit du quartier le plus populeux de la ville et celui où habite la grande majorité des communautés culturelles de Laval. On y retrouve plusieurs centres commerciaux d'envergure, tel que le Carrefour Laval, troisième plus grand centre commercial au Québec, ainsi que le Centropolis. Globalement, Chomedey s'étend d'est en ouest, de l'autoroute 15 à l'autoroute 13 et du nord au sud, de l'autoroute 440 à la rivière des Prairies.

## Historique
Chomedey est une ancienne ville de l'île Jésus. Elle fut créée le 4 avril 1961 de la fusion de trois municipalités: L'Abord-à-Plouffe, Renaud et Saint-Martin. La ville fut nommée Chomedey en l'honneur du Sieur Paul Chomedey de Maisonneuve, fondateur de Montréal. De nos jours, Chomedey est de loin le quartier le plus peuplé de la ville de Laval avec 101 622 habitants d'après le recensement de 2011, soit environ le quart de toute la population lavalloise.

### Projets préliminaires de fusion
Le 10 août 1960, le conseil municipal de la ville de L’Abord-à-Plouffe adopte une résolution en faveur de la fusion avec la cité de Saint-Martin, la ville de Renaud et la ville de Laval-des-Rapides. Ce projet de fusion, que l’on nomme alors « Cité de Laval », devait couvrir la majeure partie du territoire de la municipalité de la paroisse de Saint-Martin de 1855.
Néanmoins, quelques événements ont amené la modification de ce dessein en cours de route. Tout d’abord, le 18 août 1960, le conseil municipal de la ville de Laval-des-Rapides annonce qu’il se retire du projet. Puis, au cours du mois d’octobre de la même année, la ville de Renaud n’appuie plus l’idée de fusion et lance une campagne contre celle-ci. Jean Lesage, le premier ministre du Québec à l’époque, intervient dans le débat en ordonnant la tenue d’un référendum sur la fusion à la ville de Renaud. Ce dernier a lieu le 16 janvier 1961 et donne une victoire au camp fusionniste. On avance alors vers la création de Chomedey.
La ville fut dissoute 4 ans plus tard, le 6 août 1965 lors de la fusion des 14 cités et villes de l'île Jésus pour former la nouvelle ville de Laval. Maire de Chomedey au moment de la fusion, Jean-Noël Lavoie est le premier maire de la ville de Laval. Depuis 1989 Gilles Vaillancourt était le maire de Laval, il a démissionné le 9 novembre 2012.

## Démographie
Chomedey est le quartier le plus multiculturel de Laval. Il compte notamment un grand nombre de Syriens, de Libanais, d'Arméniens et la plus grande communauté grecque du Québec, présent avant ces derniers, dont les gens locaux surnomment ce quartier Chomedopoulos. L'âge médian de la population du quartier est de 42,3 ans et 84,2 % de la population était âgé de 15 ans et plus en 2011.

## Éducation
La Commission scolaire de Laval administre les écoles francophones:
Écoles secondaires:
- École secondaire Alphonse-Desjardins
- École secondaire Saint-Martin
- École secondaire Saint-Maxime
- École d’éducation internationale de Laval

Écoles primaires:
- École primaire L’Harmonie[4]
- École primaire Le Tandem[5]
- École primaire Les Quatre-Vents[6]
- École primaire Saint-Norbert[7]
- École primaire Saint-Paul[8]
- École primaire de l'Avenir

La Commission scolaire Sir Wilfrid Laurier administre les écoles anglophones:
- École primaire Crestview[9]
- Académie Hillcrest[10]
- École primaire John-F.-Kennedy[11]
- École primaire Souvenir[12].

L'Académie Junior Laval et l'Académie Senior Laval (en) desservent tout le territoire de Laval.
Également il y a 2 écoles primaires privées qui offrent une éducation en langue grecque qui sont administrées par la Communauté Hellénique du Grand Montréal:
- École Socrate-Démosthéne campus V

## Sports
- Stade Berthiaume-du-Tremblay